# Stephos marsalensis
Stephos marsalensis is een eenoogkreeftjessoort uit de familie van de Stephidae. De wetenschappelijke naam van de soort is voor het eerst geldig gepubliceerd in 2000 door Costanzo, Campolmi & Zagami.